# Isabel Muñoz Villalonga
Isabel Muñoz Villalonga (Barcelona, 1951) fotògrafa catalana establerta a Madrid. Filla de Julio Muñoz Ramonet i de Carmen de Villalonga.
Als vint anys, es trasllada a Madrid i al 1979 decideix fer de la fotografia la seva professió matriculant-se en Photocentro. El 1986 realitza la seva primera exposició, "Tocs", a la qual han seguit moltes altres a diverses ciutats del món des de fa més de vint anys.
Les seves obres es poden trobar a la Casa Europea de la Fotografia (MEP) a París, el New Museum of Contemporary Art, de Nova York, el Contemporary Arts Museum d'Houston o en col·leccions privades.

## Tècnica
Les seves fotografies, gairebé sempre en blanc i negre, són un estudi humà mostrant parts del cos, imatges de guerrers, toreros o ballarines, utilitzant un procés minuciós i artesanal de revelat: 
| «                    | Totes les fotografies són contactes de gran format, realitzats per l'artista directament del negatiu, fent servir l'antic procés del platí. En aquest procés, l'artista s'ha de preparar ella mateixa el paper aplicant-li, com si es tractés de pintura, una solució de platí. Més tard, els negatius, que han de tenir la mateixa mida que la fotografia final, es posen en contacte directe amb el paper preparat, per ser exposats a la llum sota una gran premsa de contactes. Un cop acabat aquest procés, les imatges són revelades i rentades a mà en grans safates. | » |
| — Web d'Isabel Muñoz | |   |

## Llibres
- Parade Nuptiale, 1992, Fata Morgana, amb text de Gérard Macé.
- Fragments, 1994, Saint-Gervais.
- En jambes, 1994, Azygos.
- María Ilusión, 1995, Plume.
- Rome Efemer, 1997, Gallimard.
- Figures Sans Visages,1997, Fata Morgana, amb text de Gérard Macé.
- Rome, l'invention du Barroque, 1997, Marva, amb text de Gérard Macé.
- I corpi la pietra, 1997, Leonardo Art.
- Fuerte como un turco,1998, Galàxia.
- La trampa del baile, 2000, Photobolsillo.

## Premis
- Medalla d'Or en la Biennal d'Alexandria, 1999
- 2º premi de "The Arts Stories" en la 43ª Edició do World Press Photo per "Chines Martial Arts Training"
- 3º Premi "Portraits Stories" en la 48ª Edició do World Press Photo per "The Surma people of Etiopia", publicat per El País Setmanal.
- Premi Nacional de Fotografia 2016, del Ministeri de Cultura d'Espanya.[2]